# 小出広美
小出 広美（こいで ひろみ、1966年（昭和41年）3月3日 - ）は、愛知県出身の元ローカルタレント、元アイドル歌手、元グラビアアイドル。本名同じ。身長156cm。B83cm、W59cm、H87cm（1984年1月）。
中学生の頃より名古屋の芸能事務所巣山プロダクションに在籍。2020年3月現在はブリーダー、派遣社員の仕事をしている。

## 来歴
- 愛知県海部郡大治町出身。堀越高等学校中退。
- 幼稚園の頃から歌手になると決めていた[1]。いしだあゆみや今陽子（ピンキーとキラーズ）の大ファンだった[1]。津島女子高等学校1年生の時に名古屋に所在する「国際児童劇団」に入り、芸能活動をスタート[2]。当初は地元・名古屋でタレント活動をしており[3]、1981年、『ぱろぱろエブリデイ』（CBCテレビ）に火曜日アシスタントとしてレギュラー出演[2]。番組内で小出をモチーフにしたドラマも作られ、番組を見たキングレコードの関係者にスカウトされて東京に進出[2]。『レッツゴーヤング』（NHK）の番組内グループサンデーズのメンバーに選抜され、1983年にはキングレコードより「タブー」でアイドル歌手としてデビュー。デビュー時のキャッチフレーズは「'83 誰もがKOIDE（恋で）狂いです」。マイナー調の中森明菜路線の歌謡曲で“ポスト明菜”として注目を浴びた[4]。サードシングル「水色の輝き」（アニメ『聖戦士ダンバイン』挿入歌）のリリース発売直後、キングレコードから中森明菜と同じ所属事務所研音へ移籍。
- 1984年にシングル「最近のム・ス・メ」を発売する予定がお蔵入りとなり、研音から契約を破棄され、事実上の引退となる。中森明菜に嫌われ解雇になったと噂があるが、事務所の契約上のトラブルに巻き込まれたのが原因と本人が語っている[5][6]。
- シングル「最近のム・ス・メ」は業界関係者向けのサンプル盤が数百枚しかプレスされず、中古レコード市場で高額で取引されている。後年、CDとして再発売されたが、これも発売直後に廃盤となった。権利関係に問題があったとされる。[要出典]。
- シングル「最近のム・ス・メ」は、堀江しのぶが「最近の娘」というタイトルでカバーし発売する予定だったが、諸事情で別の曲になった。そのため「最近の娘」はテレビのみの披露となった。また、B面の「罪と罰」は1984年にデビューしたアイドル、阿部真弓によってカバーされている。
- 1987年からはグラビアを中心に活動し、数冊の写真集及びヘアヌード写真集を発売する。その傍ら、都内の高級クラブ「水芭蕉」のママとなり、名古屋店もオープンさせるが突然閉店。45歳の時、水商売の世界から足を洗う。
- キングレコードからベスト盤「小出広美パーフェクト・ベスト」が2010年7月7日に発売されたが、これは復刻版ブームに便乗し本人に無断で企画されたもので、厳重抗議の上で発売を止めさせた[7]。同年11月「週刊現代」にてヘアヌードグラビアで久々に登場。
- 2011年に発生した東日本大震災が人生の転機となる。ブリーダーになる前は、渡米して雑貨の卸業などをしていた[8]。
- 2016年7月8日放送TBS系『爆報! THE フライデー』で久々にテレビ出演した。
- 当人はいわゆる「不作の83年デビュー組アイドル」の一人ではあるが、同じくその一人である松本明子の呼び掛けにより2018年に東京銀座・博品館劇場で行われたデビュー35周年の合同ライブイベントには、同ライブの参加メンバー[9]はもとより芸能界とも完全に距離を置いていることもあって参加していない[10]。
- 2020年3月21日、日本テレビ系列バラエティ番組『有吉反省会 2時間スペシャル 昭和・平成・令和のアイドル事件簿ランキングベスト30！』に出演。アイドル時代の衣装（「タブー」「チェンジLOVE」）をメルカリに高額で出品した事情などを語った[4]。
- 2022年現在、「神真都Q」のメンバーとなり「行政交渉部隊」で活動、反ワクチン運動デモなどに参加している[11]。
- 2022年10月26日、自身のFacebookの公開を開始。
- 2023年5月24日には本人監修、全シングル音源及び発売中止となった「最近のム・ス・メ」、当時レコーディングした未発表曲「純愛ストーリー」のちに同期デビューの原真祐美がオリジナルアルバム「コントラスト」で発表する「コントラスト」「青春の向こう側」まで収録したCD2枚組によるコンプリートアルバム『コンプリート小出広美』を昭和歌謡ジュークボックスから発売。6/5付オリコン週間チャート70位を記録。過去にリリースされたシングル、アルバムの中で自己最高位を記録。

## ディスコグラフィ

### シングル
| #                | 発売日                   | タイトル         | B面                    | 規格           | 規格品番       | - オリコンチャート - 最高位 |
| キングレコード   | キングレコード           | キングレコード   | キングレコード         | キングレコード | キングレコード | キングレコード              |
| ---------------- | ------------------------ | ---------------- | ---------------------- | -------------- | -------------- | --------------------------- |
| 1st              | 1983年3月21日            | タブー           | 銀曜日銅曜日           | 7inch          | K07S-385       | 75位                        |
| 2nd              | 1983年6月21日            | チェンジLOVE     | Something Romantic     | 7inch          | K07S-409       | 82位                        |
| スターチャイルド |                          |                  |                        |                |                |                             |
| 3rd              | 1983年8月5日             | 水色の輝き       | 青のスピーチ・バルーン | 7inch          | K07S-3059      | 77位                        |
| キングレコード   |                          |                  |                        |                |                |                             |
| 4th              | 1983年10月21日           | 心はプリズム     | 夢で逢いましょう       | 7inch          | K07S-469       | 圏外                        |
| 5th              | 1984年5月5日（発売中止） | 最近のム・ス・メ | 罪と罰                 | 7inch          | K07S-518       |                             |

### アルバム

#### オリジナル・アルバム
| #              | 発売日         | タイトル         | 規格           | 規格品番       | - オリコンチャート - 最高位 |
| キングレコード | キングレコード | キングレコード   | キングレコード | キングレコード | キングレコード              |
| -------------- | -------------- | ---------------- | -------------- | -------------- | --------------------------- |
| 1st            | 1983年8月5日   | わ・た・しは広美 | LP             | K28A-402       | 89位                        |

#### ミニ・アルバム
| #              | 発売日         | タイトル        | 規格           | 規格品番       | - オリコンチャート - 最高位 |
| キングレコード | キングレコード | キングレコード  | キングレコード | キングレコード | キングレコード              |
| -------------- | -------------- | --------------- | -------------- | -------------- | --------------------------- |
| 1st            | 1983年12月5日  | I♥EXCITING MINI | LP             | K20A-480       | 圏外                        |

#### ベスト・アルバム
|                          | 発売日                   | タイトル                      | 規格           | 規格品番       | - オリコンチャート - 最高位 |                |
| キングレコード           | キングレコード           | キングレコード                | キングレコード | キングレコード | キングレコード              | キングレコード |
| ------------------------ | ------------------------ | ----------------------------- | -------------- | -------------- | --------------------------- | -------------- |
| 1st                      | 2010年7月7日（発売中止） | 小出広美 パーフェクト・ベスト | CD             | KICS-1582      |                             |                |
| 昭和歌謡ジュークボックス |                          |                               |                |                |                             |                |
| 2st                      | 2023年5月24日            | コンプリート小出広美          | CD             | DSKA-45        | 70位                        |                |

### タイアップ一覧
| 使用年 | 曲名                   | タイアップ                                                 | 収録作品               |
| ------ | ---------------------- | ---------------------------------------------------------- | ---------------------- |
| 1983年 | 水色の輝き             | 名古屋テレビ・テレビ朝日系アニメ『聖戦士ダンバイン』挿入歌 | シングル「水色の輝き」 |
| 1983年 | 青のスピーチ・バルーン | 名古屋テレビ・テレビ朝日系アニメ『聖戦士ダンバイン』挿入歌 | シングル「水色の輝き」 |

### 写真集
1. HIROMI（1983年12月15日、近代映画社、撮影：小杉修造）ISBN 978-4764814820
2. 小出広美写真集（1988年1月、近代映画社、撮影：遠藤晴穂）
3. したづつみをどーぞデリシャス（1990年、ビックマン、撮影：西田幸樹）ISBN 978-4894050259
4. REMEMBER 熱い追憶（1992年7月、ワニブックス、撮影：野村誠）ISBN 978-4847022753
5. REMEMBER（1993年、ドリームワークス出版）ISBN 978-4886180421
6. EVA（エバ）（1993年11月1日、TIS、撮影：ハナブサ・リュウ）ISBN 978-4886180964
7. メドゥーサ（1995年11月、ドリームワークス出版、撮影：イリナ・イオネスコ）ISBN 978-4886181343
8. LEGEND ACTRESS<3>（2002年7月1日、TIS、撮影：ハナブサ・リュウ）ISBN 978-4886182753

### ビデオ
1. ロンリー・ハピネス（1988年3月15日、大陸書房）
2. 夢をもらって（1988年6月10日、大陸書房）
3. したづつみをどーぞデリシャス（1990年、パワースポーツ）
4. Love Portion（1990年、サザンクロスビデオ）

## 出演

### ラジオ
- 3人娘のヒミツ大好き（文化放送） - 桑田靖子・岩井小百合と共にDJ
- るんるんナイト ワオ! - 木曜日コサラビワオパートナー

### CM
- カートリッジワックス75（タイホー工業）
- アイスバーガー（森永製菓）[6]